# Armando
Armando es un nombre propio de origen  alemán, hermaan', que significa El guerrero.

## Variantes
Femenino: Arminda, Amanda.
| Variantes en otras lenguas | Variantes en otras lenguas |
| -------------------------- | -------------------------- |
| Español                    | Armando                    |
| Alemán                     | Hermann                    |
| Catalán                    | Armand                     |
| Inglés                     | Herman, Armand             |
| Francés                    | Armand                     |
| Italiano                   | Armando                    |
| Holandés                   | Armando                    |
| Danés                      | Herman                     |

### Como onomástica
Armando, como santo (beatificado y canonizado por la Iglesia católica) no hay ninguno; sólo hay beatificados, o sea beatos (que han sido beatificados por la Iglesia católica por haber llevado una vida cristianamente ejemplar, digna de ser recordada, y que reciben culto público en determinados actos o lugares).
- 8 de junio. Armando (Hartmann) de Ziektkzee, Beato. Fraile franciscano. No incluido en el actual Martirologio Romano.
- 7 de agosto. Óscar Martín de las Mercedes Armando José Ramón Valdés. Beato. Conocido como fray Jaime Óscar Valdés fue un religioso español hermano de la Orden Hospitalaria de San Juan de Dios.  Religioso y Mártir.
- 2 de septiembre. Armando (Armand) Chapt de Rastignac, Beato. Vicario general. De los 191 Mártires de París en la Revolución Francesa (1792).
- 2 de septiembre. Armando (Armand) Faucauld de Pontbriand, Beato. Vicario general. De los 191 Mártires de París en la Revolución Francesa (1792).
- 23 de diciembre. Armando (Hartmann) de Brixen, Beato. Fraile agustino y obispo de Brixen.

Armando (Armand) Jean Le Bouthillier de Rancé, Abad. Fue un abad mundano, de hecho no se lo conmemora como santo ni como beato, ni siquiera en la Orden Cisterciense de la Estricta Observancia. Murió el 27 de octubre de 1700 (y no el 23 de enero como se publica en más de una web, que además lo pone de santo).